# نهر نانتيكوك
نهر نانتيكوك هو أحد روافد خليج تشيزبيك في شبه جزيرة ديلمارفا. يرتفع في جنوب مقاطعة كينت ديلاوير ويتدفق عبر مقاطعة ساسكس بولاية ديلاوير ويشكل الحدود بين مقاطعة دورتشستر بولاية ماريلاند ومقاطعة ويكوميكوماريلاند. يمتد مسار نهر المد والجزر إلى الجنوب الغربي إلى طنجة ساوند خليج تشيسابيك. وضع مسار مائي للسياحة البيئية بطول 26 ميلاً يمتد على طول النهر جانباً في يوليو 2011 من قبل ولاية ديلاوير والمسؤولين الفيدراليين متجاورًا مع مسار مائي بطول 37 ميلًا يمتد عبر ماريلاند إلى خليج تشيسابيك.
تتضمن بعض الروافد الرئيسية التي تغذي النهر على الجانب الغربي ما يلي: جاك كريك وابريماندر كريك مارشيهوب كريك والجانب الشرقي: Gravelly Fork و Gum Branch و Broad Creek. تشمل البلدات والمجتمعات البارزة الواقعة على طول النهر Nanticoke و Bivalve وفيينا وشاربتاون في ماريلاند. وإلى الشمال من مدينة سيفورد.
وفقًا لدراسة دفعتها مدينة فيينا، سافر المستكشف الإنجليزي جون سميث فوق نهر نانتيكوك ورسم خريطة له وزار الأمريكيين الأصليين في مستوطنتهم التي يُعتقد الآن أنها فيينا.
جُرِف النهر في عامي 1990 و 2013، لتسهيل سفر الشحن على طول المسار.